# Clausidium dissimile
Clausidium dissimile is een eenoogkreeftjessoort uit de familie van de Clausidiidae. De wetenschappelijke naam van de soort is voor het eerst geldig gepubliceerd in 1921 door Charles Branch Wilson.